# José Manuel Díaz Gallego
|  | Per a altres significats, vegeu «José Manuel Díaz». |

José Manuel Díaz Gallego   (Jaén, 18 de gener de 1995) és un ciclista espanyol que milita en les files del conjunt Burgos-BH.
Va destacar com a amateur guanyant el 2016 el Memorial Valenciaga. El primer triomf com a professional fou al Tour de Rwanda de 2020. El 2021 guanyà la general i una etapa de la Volta a Turquia.

## Palmarès
- 2020
  - Vencedor d'una etapa al Tour de Rwanda
- 2021
  - 1r a la Volta a Turquia i vencedor d'una etapa
- 2023
  - Vencedor d'una etapa al Gran Premi Internacional de ciclisme de Torres Vedras - Trofeu Joaquim Agostinho

### Resultats a la Volta a Espanya
- 2022. 43è de la classificació general
- 2023. 64è de la classificació general